# 国道256号

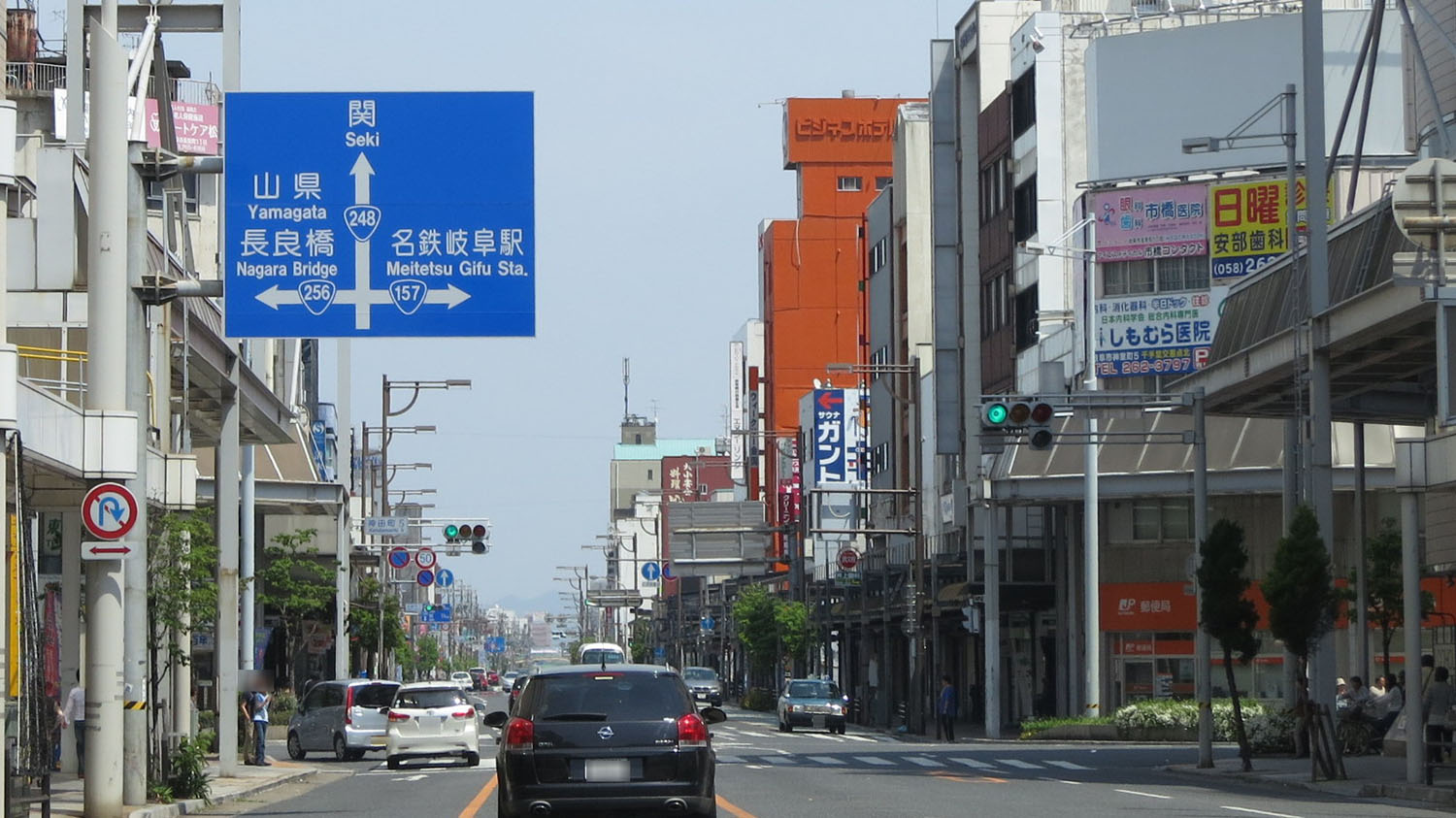
国道256号起点
岐阜県岐阜市 神田町5丁目交差点

国道256号（こくどう256ごう）は、岐阜県岐阜市から長野県飯田市に至る一般国道である。

## 概要

### 路線データ
一般国道の路線を指定する政令に基づく起終点および重要な経過地は次のとおり。
- 起点：岐阜市（神田町5丁目交差点 = 国道157号・国道248号交点、国道303号起点）
- 終点：長野県下伊那郡上村[注釈 2]（向橋東詰、国道152号交点）
- 重要な経過地：岐阜県山県郡高富町[注釈 3]、同郡美山町[注釈 3]、同県郡上郡八幡町[注釈 4]、同県益田郡金山町[注釈 5]、同県加茂郡白川町、同県恵那郡加子母村[注釈 6]、同郡福岡町[注釈 6]、長野県木曽郡山口村[注釈 7]、同郡南木曽町、同県下伊那郡阿智村、飯田市
- 総延長 : 234.2 km（長野県 70.5 km、岐阜県 163.7 km）重用延長を含む（重用延長を含む）[2][注釈 8]
- 重用延長 : 20.0 km（長野県 13.2 km、岐阜県 6.8 km）[2][注釈 8]
- 未供用延長 : なし[2][注釈 8]
- 実延長 : 214.2 km（長野県 57.3 km、岐阜県 156.9 km）[2][注釈 8]
  - 現道 : 210.8 km（長野県 56.7 km、岐阜県 154.0 km）[2][注釈 8]
  - 旧道 : 1.9 km（長野県 0.5 km、岐阜県 1.4 km）[2][注釈 8]
  - 新道 : 1.5 km（長野県 - km、岐阜県 1.5 km）[2][注釈 8]
- 指定区間：国道19号・国道41号・国道153号・国道156号と重複する区間（岐阜県郡上市八幡町相生 - 郡上市・城南町交差点、下呂市・保井戸交差点 - 坂東橋、中津川市・弥栄橋交差点 - 長野県木曽郡南木曽町・吾妻橋交差点、下伊那郡阿智村・阿知川橋 - 飯田市・飯田インター西交差点）[3]

## 歴史
1963年（昭和38年）に二級国道として制定された飯田市と中津川市を結ぶ飯田中津川線が一般国道256号の前身である。その後、1965年（昭和40年）と1975年（昭和50年）の二度の政令改正を経て、経路は大幅に変更される。1993年（平成5年）の最終改正で起点・岐阜市、終点・飯田市の国道152号交点とする区間となり、現在に至る。

### 年表
- 1963年（昭和38年）4月1日 - 二級国道256号飯田中津川線（長野県飯田市 - 岐阜県中津川市）
- 1965年（昭和40年）4月1日 - 一般国道256号（長野県飯田市 - 岐阜県中津川市）
- 1975年（昭和50年）4月1日 - 一般国道256号（長野県茅野市 - 下伊那郡上村 - 飯田市 - 岐阜県中津川市）
- 1993年（平成5年）4月1日 - 一般国道256号（岐阜県岐阜市 - 長野県飯田市 - 長野県下伊那郡上村（飯田市））
  - 現在の路線のうち、飯田市街 - 飯田市上村はかつては国道152号だった区間である。国道256号は茅野市を起点とし現在の国道152号のルートを通って下伊那郡上村に至っていた。1993年（平成5年）4月1日、152号飯田市 - 下伊那郡上村と256号茅野市 - 下伊那郡上村を交換するかたちで現在のルートとなった。
- 1999年（平成11年）7月 - 清内路トンネル開通。これにより、清内路峠（標高1,192 m）経由は車両通行止めとなる。
- 2002年（平成14年）12月22日 - 一般国道256号（岐阜県岐阜市 - 岐阜県高富町 - 長野県飯田市 - 長野県下伊那郡上村（飯田市））
  - 高富第一トンネル（高富町）の開通によりルート変更。
- 2003年（平成15年）4月1日 - 一般国道256号（岐阜県岐阜市 - 岐阜県山県市 - 長野県飯田市 - 長野県下伊那郡上村（飯田市））
- 2005年（平成17年）2月8日 - 高富第二トンネル開通。山県市佐賀 - 山県市高木区間（1.4 km）が4車線化。
- 2007年（平成19年）8月3日 - タラガトンネル開通。
- 2012年（平成24年）7月24日 - 濃飛横断自動車道の一部として金山下呂道路が開通。
- 2016年（平成28年）3月25日 - 濃飛横断自動車道の一部として和良金山道路が開通。これに伴い、当道路は和良金山道路 - 金山下呂道路 - 国道41号経由にルート変更され、並行していた旧道は岐阜県道86号金山明宝線となった[5]。

## 路線状況
車道幅員5.5 m以上の道路改良率は74.8 %で、実延長全体の3/4未満に留まる。起点の岐阜市街地から下呂市までの区間は快走路が続いているが、岐阜県加茂郡白川町の国道41号分岐から桜峠を越えて東白川村の白川街道までにかけて未改良区間がある。長野県飯田市にある三遠南信自動車道（国道474号）の飯田上久堅・喬木富田インターチェンジ以東の通称「秋葉街道」では、車道のセンターラインがなくなる。
車両通行不能な分断区間は約12 kmにおよび、飯田市街地の東にある小川路峠を越えて国道152号に至る区間が、登山道（点線国道）と未供用区間となっている。この登山道は、小川路峠を越えて長野県道251号上飯田線を通じて国道152号につながっているように地図上では見えるが、あとわずか数十メートルのところで県道251号とは接していない。

### 別名
- 長良橋通り（岐阜県岐阜市）
- 神田町通り（岐阜市）
- 高富街道（岐阜市・山県市）
- サラサドウダン街道（岐阜市、山県市）
- 郡上南天街道（関市、下呂市）
- あじさい街道（岐阜市、関市）
- 濃飛もみじ街道（郡上市）
- せせらぎ街道（郡上市）
- 白川トチノキ街道（白川町）
- 白川街道（東白川村・中津川市）
- 裏木曽街道（中津川市）
- 中山道（中津川市・長野県南木曽町）
- 大平街道（南木曽町）
- 三州街道（飯田市）
- 東中央通り（飯田市）
- 遠州街道（飯田市）
- 秋葉街道（飯田市）

### バイパス
- 岩崎・粟野バイパス
- 佐賀・粟野バイパス
- 高富バイパス
- 栗原バイパス（関市洞戸栗原）
- タラガトンネル（4,571 m）

実質的なバイパス
- 岐阜県道3号福岡坂下線
  - 当国道の中津川市田瀬向田瀬 - 同市坂下高辺の区間は「大型車通行不能」とかかれた看板が随所に標示されているなど、車両の対面通行が困難な両側1車線の隘路が多くを占めている。福岡坂下線は同区間を全線両側2車線で整備され、また当国道よりも約4 km短い経路（約12 km）で結んでおり、実質的なバイパスとしての機能を有している。

### 重複区間
- 国道156号（岐阜県郡上市八幡町相生 - 郡上市・城南町交差点）
- 国道472号（岐阜県郡上市・城南町交差点 - 郡上市・八幡大橋南交差点）
- 国道41号（岐阜県下呂市保井戸・保井戸交差点 - 加茂郡白川町坂ノ東・坂東橋西詰）
- 国道257号（岐阜県中津川市加子母万賀 - 中津川市下野交差点）
- 国道19号（岐阜県中津川市山口・弥栄橋交差点 - 長野県南木曽町・吾妻橋交差点）
- 国道153号（長野県下伊那郡阿智村・阿知川橋 - 飯田市・飯田インター西交差点）
- 国道151号（長野県飯田市・中央通り二・三丁目交差点 - 飯田市八幡町・八幡様前交差点）

### 道路施設

#### 主な橋梁
- 岐阜県
  - 長良橋（長良川、岐阜市）
  - 法伝橋（長良川、郡上市）
  - 弥栄橋（木曽川、中津川市）
  - 賤母大橋（木曽川、中津川市 - 長野県木曽郡南木曽町、国道19号重複区間）
- 長野県
  - 水神橋（天竜川、飯田市）

#### 主なトンネル
- 岐阜県

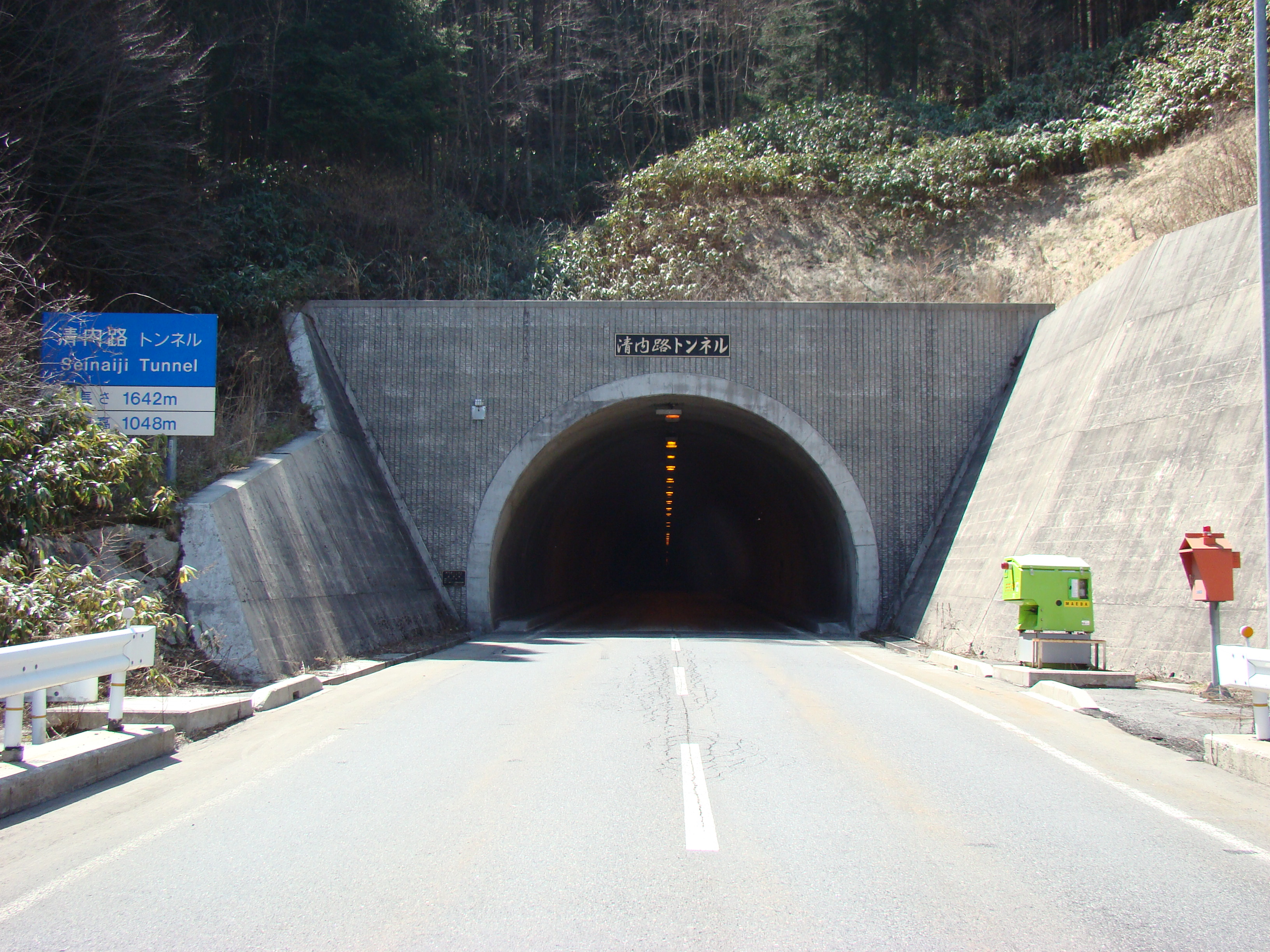
清内路トンネル

  - 高富トンネル（山県市佐賀 - 山県市高木）
  - 美山第一トンネル（山県市中洞）
  - 美山第三トンネル（山県市富永 - 山県市船越）
  - タラガトンネル（関市板取 - 郡上市八幡町那比）
  - 和良金山トンネル（郡上市和良町方須 - 下呂市金山町乙原）
  - ささゆりトンネル（下呂市金山町岩瀬 - 下呂市保井戸）
  - 塞の神トンネル（中津川市加子母 - 中津川市付知町）
- 長野県
  - 清内路トンネル（木曽郡南木曽町吾妻 - 下伊那郡阿智村清内路字上清内路）
    - 長さ1,642 m（飯田側入口手前には1,643 mと記してある）、幅7.5 m、高さ4.7 m、標高（木曽側出入口）1,048 m、標高（飯田側出入口）1,094 m、飛島・木下・大宗共同企業体（木曽側869 m）、鹿島・吉川・長坂建設共同企業体（飯田側773 m）

#### 道の駅
- 岐阜県
  - ラステンほらど（関市）
  - 和良（郡上市）
  - 茶の里 東白川（加茂郡東白川村）
  - 花街道付知（中津川市付知町）
  - きりら坂下（中津川市坂下）
  - 賤母（中津川市山口）

### 車両通行不能区間
- 長野県飯田市上久堅 - 小川路峠 - 同市上村
  - 小川路峠越えは距離が約10 kmある通年車両通行不能の登山道（歩道）で[4]、この道筋は国土地理院発行の地形図に記載されている（点線国道）。秋葉街道とよばれる歴史ある古道であり、標高1,642 mの小川路峠(北緯35度25分14秒 東経137度56分46秒 / 北緯35.420549度 東経137.946076度)は秋葉街道最大の難所であった[7]。一時は廃道寸前の状態まで荒廃したが、地元の人々の熱意と誠意によって再整備されたものである[4]。ただし、国土地理院の地形図ではこの区間の上村側終端部は長野県道251号上飯田線と接続しているようにも見えるが、実際には高低差をともなって離れている[注釈 9][6]。また民間等の地図では、単に国道となっていて登山道だと示すような情報が無い場合もあり注意が必要である。北側に並行する長野県道251号上飯田線（赤石峠）や国道152号および小川路峠道路（三遠南信自動車道・矢筈トンネル）で迂回可能だが、前者は冬季閉鎖され、後者は通年通行可能であるものの、自動車専用道路のため125 cc以下の二輪車、軽車両および歩行者は通行できない。

## 地理

### 通過する自治体
- 岐阜県
  - 岐阜市 - 山県市 - 関市 - 郡上市 - 下呂市 - 加茂郡白川町 - 加茂郡東白川村 - 中津川市
- 長野県
  - 木曽郡南木曽町 - 下伊那郡阿智村 - 飯田市

### 交差する道路
- 岐阜県
  - 国道157号、国道248号、国道303号（岐阜市・徹明町交差点）
  - 東海環状自動車道山県IC（山県市西深瀬：高富バイパス）
  - 国道418号（山県市中洞・美山大橋北交差点）
  - 国道156号（郡上市八幡町相生・相生交差点、同市城南町・城南交差点）
  - 国道472号（郡上市八幡町島谷・八幡大橋南交差点）
  - 国道41号（下呂市保井戸・保井戸交差点、加茂郡白川町坂ノ東・坂東橋西詰）
  - 国道257号（中津川市加子母・万賀交差点、同市下野・下野交差点）
  - 国道19号（中津川市山口・弥栄橋交差点）
- 長野県
  - 国道19号（木曽郡南木曽町吾妻・妻籠交差点）
  - 国道153号（下伊那郡阿智村智里・阿知川大橋北詰、飯田市北方・飯田インター西交差点、同市鼎東鼎（かなえひがしかなえ）・東鼎交差点）
  - 中央自動車道・三遠南信自動車道飯田山本IC（飯田市山本・飯田山本IC入口交差点）
  - 国道151号（飯田市中央通り2丁目 / 同3丁目・中央通り二・三丁目交差点、同市八幡町・八幡様前交差点）
  - 三遠南信自動車道飯田上久堅・喬木富田IC（飯田市上久堅）
  - 国道152号（飯田市上村）

## ギャラリー

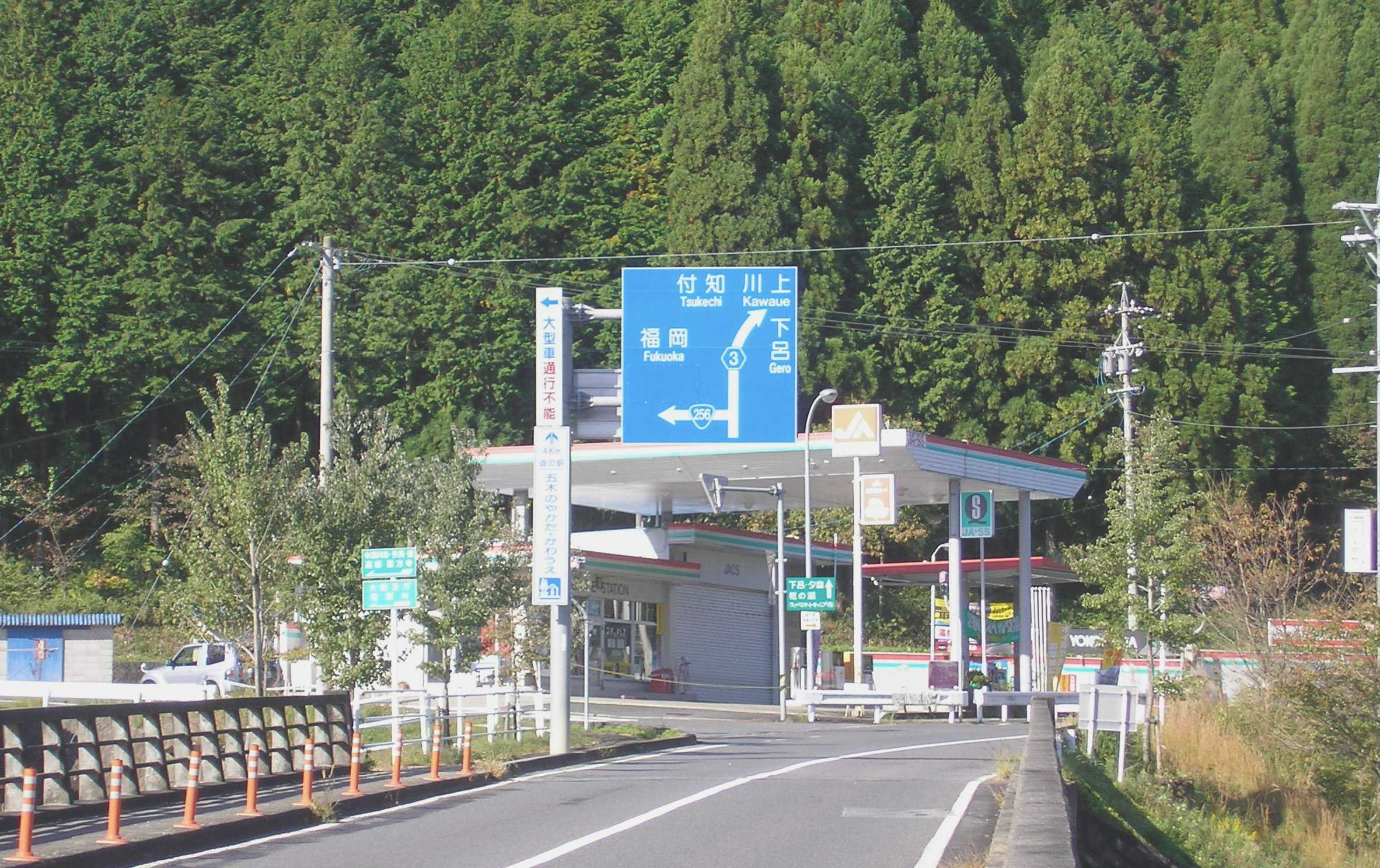
中津川市坂下高辺の岐阜県道3号福岡坂下線との分岐点 国道は交差点を左折する（大型車通行不能）
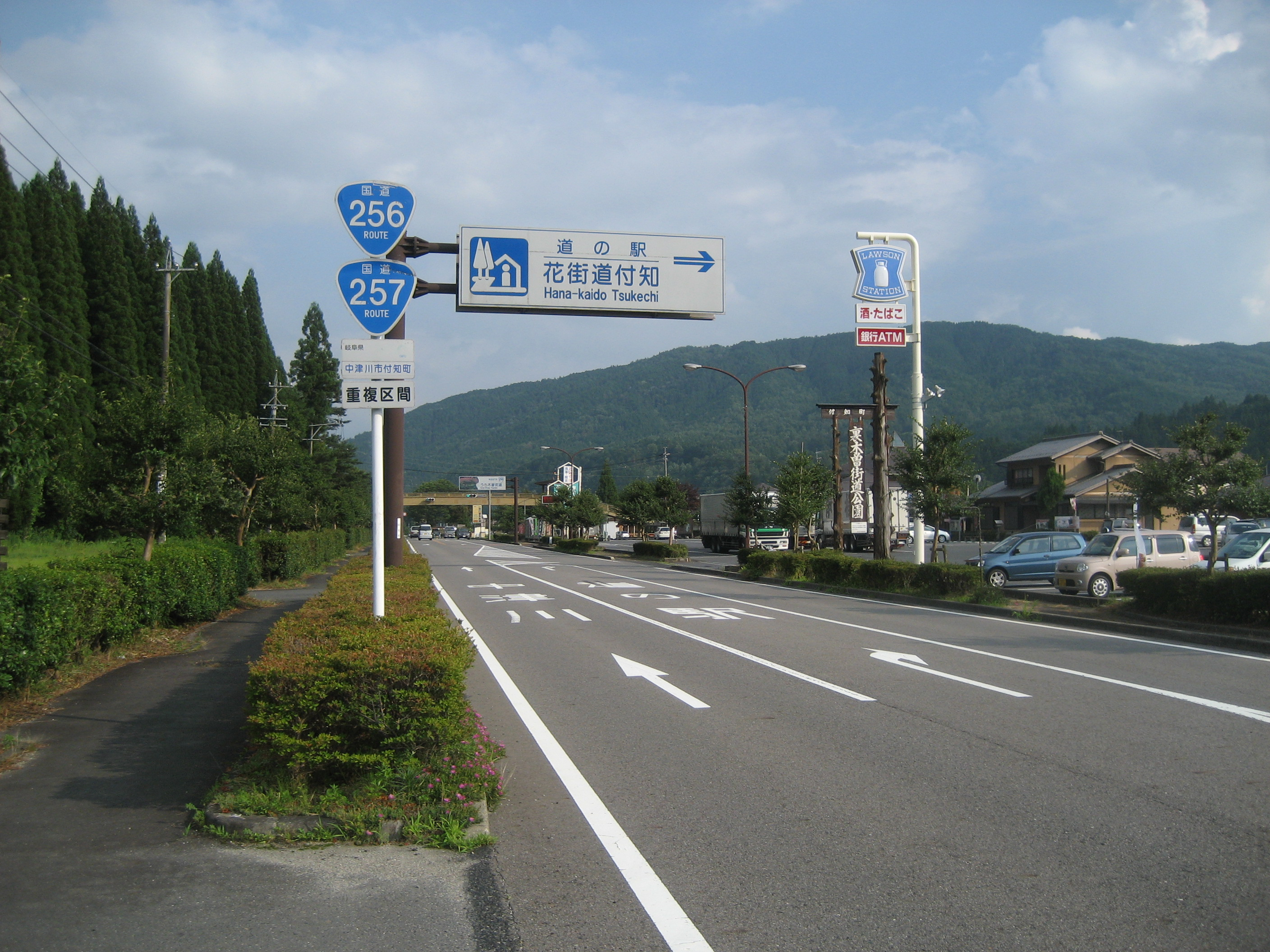
道の駅花街道付知付近 （中津川市）
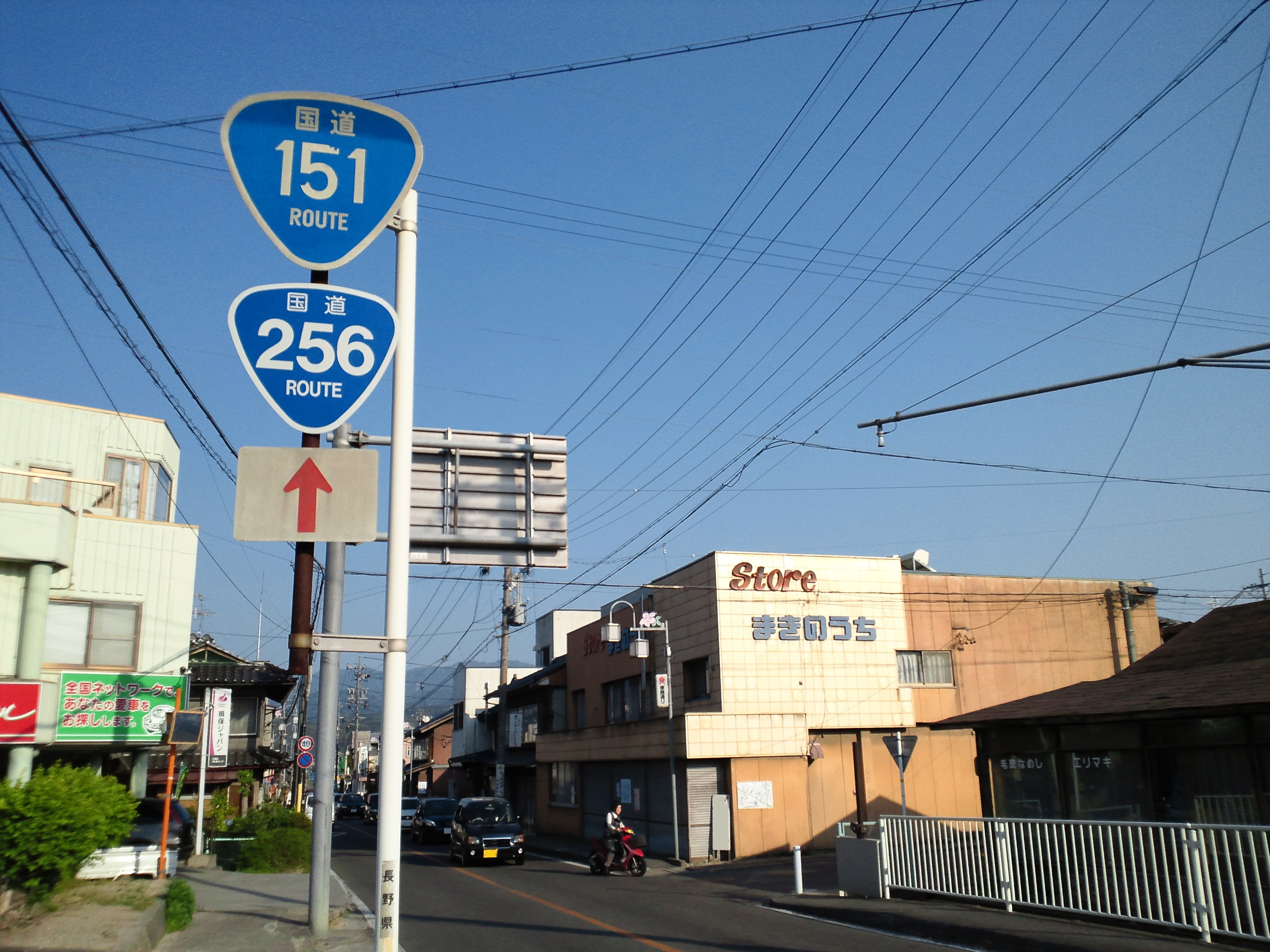
飯田市鼎東鼎（かなえひがしかなえ） 国道151号との重複区間